# Synagogue de Banská Štiavnica
 (septembre 2021).
La synagogue de Banská Štiavnica, une ville slovaque du district du même nom, a été construite en 1893 et utilisée pour le culte jusqu'en 1941. La synagogue laïque de style classique est un monument culturel protégé depuis 2012.
Le bâtiment de la synagogue a été largement rénové ces dernières années.

## Voir également
- Liste des synagogues en Slovaquie

## Liens web
- Notices d'autorité :   - VIAF
- Description (anglais, consulté le 9. décembre 2015)